# Gischow
Gischow – dzielnica miasta Lübz w Niemczech, w kraju związkowym Meklemburgia-Pomorze Przednie, w powiecie Ludwigslust-Parchim, w Związku Gmin Eldenburg Lübz. Do 25 maja 2019 samodzielna gmina. 